# Coltsfoot Green
Coltsfoot Green – osada w Anglii, w hrabstwie Suffolk. Leży 43 km na zachód od miasta Ipswich i 88 km na północny wschód od Londynu.